# Ectropis semicana
Ectropis semicana là một loài bướm đêm trong họ Geometridae.